# Brancacci-Kapelle (Florenz)
Die Brancacci-Kapelle ist eine Seitenkapelle in der Kirche Maria del Carmine in Florenz in der Toskana. Sie wird zuweilen wegen ihres Gemäldezyklus, der zu den bekanntesten und einflussreichsten seiner Zeit gehört, als „Sixtinische Kapelle der Frührenaissance“ bezeichnet. 

## Geschichte
Der Bau der Kapelle in der Kirche der Karmeliten wurde von Pietro Brancacci in Auftrag gegeben und 1386 begonnen. Auftraggeber der Fresken hingegen war der seefahrende Seidenkaufmann Felice Brancacci, Neffe und Erbe von Pietro, der bis 1423 als Florentiner Botschafter im Dienst des Kalifen in Kairo gestanden hatte. Nach seiner Rückkehr nach Florenz beauftragte er Masolino da Panicale, die Kapelle zum Ruhm und zum Seelenheil seiner Familie auszumalen. Die Bilder sollten Szenen aus dem Leben des heiligen Petrus zeigen, des Namenspatrons seines Onkels Pietro.
Felices öffentliches Ansehen in Florenz war zerstört, als er sich in eine Verschwörung gegen die mächtige Familie Medici einließ. Er musste ins Exil gehen, wurde 1435 in Abwesenheit verurteilt und noch posthum 1458 zum Staatsfeind erklärt. Dies hatte Folgen für die Kapelle: Das Fresko des Martyriums des hl. Petrus wurde entfernt, und in einem anderen Fresko, der Erweckung des Sohnes des Theophilus, wurden darin dargestellte Mitglieder der Brancaccifamilie übermalt. Erst nach 1480 konnten die Arbeiten wieder aufgenommen und vollendet werden.
Bereits im 16. Jahrhundert ist eine erste Restaurierung dokumentiert, da die Fresken aufgrund des Kerzenrußes dunkel geworden waren. 1670 wurden zusätzlich einige Statuen aufgestellt. Ein Jahrhundert später wurden weitere Bilder Opfer des gewandelten Kunstverständnisses: alle Fresken im obersten Register wurden abgeschlagen. Möglicherweise wurden bei diesen Maßnahmen auch die bis dahin nackten Adam und Eva mit Feigenblättern versehen.
Bei einem Brand im Jahre 1771 blieben die Kapelle und mit ihr die Fresken bis auf leichte Farbveränderungen an einigen Stellen trotz der Hitze nahezu unversehrt. Im 18. Jahrhundert wurde die Kuppel mit Fresken bemalt. Anfang des 20. Jahrhunderts hatten Restauratoren, um die Bilder zu schützen, die Kapellenwände mit einer ei- und kaseinhaltigen Mixtur überstrichen. Diese Schicht begann Jahrzehnte später stellenweise abzublättern und Farbpartikel mitzunehmen, vor allem an der kälteren, feuchteren Außenwand, wo sich auch Salzausblühungen und Schimmelflecke verbreiteten. Deshalb waren ab 1984 erneute umfangreiche Restaurierungsmaßnahmen erforderlich. Dabei wurde festgestellt, dass die Maler nicht nur auf feuchtem, sondern an einigen Stellen auch auf trockenem Putz (Secco) gemalt hatten – etwa beim Himmelblau und beim Mantel des Apostels Petrus. Es zeigte sich auch, dass ein und dieselbe Landschaft hinter einem in einer Ecke der Kapelle gemalten Pfeiler von einer Szene zur nächsten weitergeführt war.

## Die Maler

Masolinos Gehilfe war der 21-jährige Masaccio, der 18 Jahre jünger war als Masolino. Die beiden arbeiteten nach einem einheitlichen Konzept, was unter anderem die übergreifende Landschaft bei den Bildern neben dem Fenster, die aufeinander abgestimmte Abfolge der Bilder oder der stets gelbe Mantel des Apostels zeigt.
Noch vor Fertigstellung der Fresken ging Masolino nach Ungarn, um dort im Auftrag des Heerführers Philippo Scolari, ein Florentiner in Diensten Kaiser Sigismunds, zu arbeiten, so dass Masaccio die Arbeiten in der Kapelle alleine fortsetzte. Die meisten Fresken in der Kapelle stammen deshalb aus seiner Hand. In seinen Fresken vollzieht Masaccio durch seine Umsetzung der damals neuen perspektivischen Raumauffassung der Renaissance einen radikalen Bruch mit der mittelalterlichen Bildtradition. Perspektive und Licht erzeugen tiefe Räume, seine Figuren zeigen deutlich individuelle Züge. Masaccio setzt damit Giottos Weg fort, sich von einer symbolischen Sicht des Menschen zu lösen und realistisch zu malen.
Nach der Rückkehr Masolinos nach Florenz wurde dieser von Papst Martin V. nach Rom gerufen, wohin ihm Masaccio kurze Zeit später folgte, so dass die Kapelle unvollendet blieb. Masaccio starb in Rom unter ungeklärten Umständen mit nur 27 Jahren. Ob er in der Kirche Santa Maria del Carmine beigesetzt wurde, ist ungewiss. Der dortige Freskenzyklus wurde erst 1480 bis 1485 von Filippino Lippi unter Beibehaltung des Bildprogramms zu Ende gebracht.

## Die Fresken

### Der Sündenfall (Masolino)
Nicht zufällig beginnt der Bilderzyklus rechts oben mit einer Darstellung des Sündenfalls. Diese Szene und die gegenüberliegende Vertreibung aus dem Paradies sind damit die Voraussetzungen für die übrigen Szenen, die zeigen, wie Jesus Christus die Menschen wieder mit Gott versöhnt.
Im Fresko stehen Adam und Eva nebeneinander; ihre Körper wirken ein wenig in die Länge gestreckt. Sie sehen einander mit entschlossenem Blick an und sind im Begriff, von der verbotenen Frucht zu essen. Masolino zeigt Evas Verbindung zum Versucher, indem er sie ihren linken Arm um den schlanken Baum legen lässt, um den sich in gegenläufiger Bewegung auch die Schlange windet. Diese ist mit menschlichem, blondbehaartem Haupt abgebildet. Das Bild ist noch sehr von der Gotik geprägt. Davon zeugen die weiche Linienführung, die wenig standfeste Haltung der Personen ohne deutlich erkennbaren Untergrund und die nicht sehr weit in die Tiefe reichende Darstellung. Emotionen kommen nur in geringen Maße zum Ausdruck, so z. B. in der Handhaltung Adams und in den Blicken.

### Vertreibung aus dem Paradies (Masaccio)
Masaccios Werk auf der gegenüberliegenden Seite ist berühmt für seine Lebendigkeit und den in der Malerei bis dahin beispiellosen Ausdruck der Emotionen. Es steht im starken Kontrast zu Masolinos eher dekorativem Bild vom Sündenfall. Die dramatische Szene zeigt einen bewaffneten Engel, der Adam und Eva aus dem Paradies vertreibt. Die beiden Hauptpersonen sind in tiefer Verzweiflung dargestellt, der über ihnen schwebende Engel weist sie mit drohend gezücktem Schwert und ausgestrecktem Zeigefinger aus dem Garten Eden. Schwarze göttliche Strahlen schießen aus dem Paradiestor und betonen die Dynamik. Adam bedeckt sein Gesicht in Verzweiflung und Schuld; Eva deckt schamhaft ihre Nacktheit und schreit mit gequältem Gesicht. Der Maler bemüht sich auch in Details um Realismus: Adam und Eva stehen fest auf dem Boden, ihre Körper werfen Schatten. Evas Armhaltung entspricht der der Venus Pudica. Zwischenzeitlich waren die Genitalien mit Blättern übermalt worden, was aber bei der letzten Restaurierung 1990 wieder entfernt wurde.

### Berufung des Petrus (Masolino)
In der Lünette oben auf der linken Seite hatte Masolino die Szene gemalt, in der Jesus am See Genezareth Simon Petrus und dessen Bruder Andreas beruft, ihm zu folgen (unter anderem Lk 5,1–11 ). Das Bild wurde zwischen 1746 und 1748 zerstört und ist nur dank einiger Hinweise von früheren Zeugen wie Giorgio Vasari und Filippo Baldinucci bekannt.
Die Gesamtanordnung der Bilder in der Kapelle war geplant: Im Gewölbe eine Darstellung des Himmels, im obersten Register Meeresabbildungen, in den Registern darunter irdische Ereignisse. Damit folgt das Bildprogramm der Abfolge, wie sie in der biblischen Schöpfungsgeschichte am Anfang des Buches Genesis dargestellt wurde: Erst der Himmel, dann das Wasser, zuletzt das Land.

### Der Gang auf dem Wasser (Masolino oder Masaccio)
Mit der Berufungsszene korrespondierte ein ebenfalls verlorengegangenes Fresko auf der gegenüberliegenden Seite. Auch hier waren Jesus und Petrus die Hauptpersonen. Das Bild zeigte den Gang Jesu auf dem Wasser. Mt 14,22–33 . Die meisten Quellen schreiben dieses im 18. Jahrhundert zerstörte Fresko Masolino zu, andere votieren für Masaccio.

### Verrat und Reue des Petrus
Zwei weitere Fresken existieren nicht mehr, die sich rechts und links vom heutigen Fenster befanden. Das rechte stellte Petrus dar, wie er nach der Verhaftung Jesu dreimal verleugnet und seine spätere Reue das linke Fresko darstellte Joh 18,17ff , Lk 22,62 . Hiervon blieb eine sehr schematische Vorzeichnung erhalten, die aber keinen eindeutigen Rückschluss zulässt, ob die Fresken von Masolino oder Masaccio stammen.

### Heilung des Gelähmten und Erweckung der Tabitha (Masolino/Masaccio)

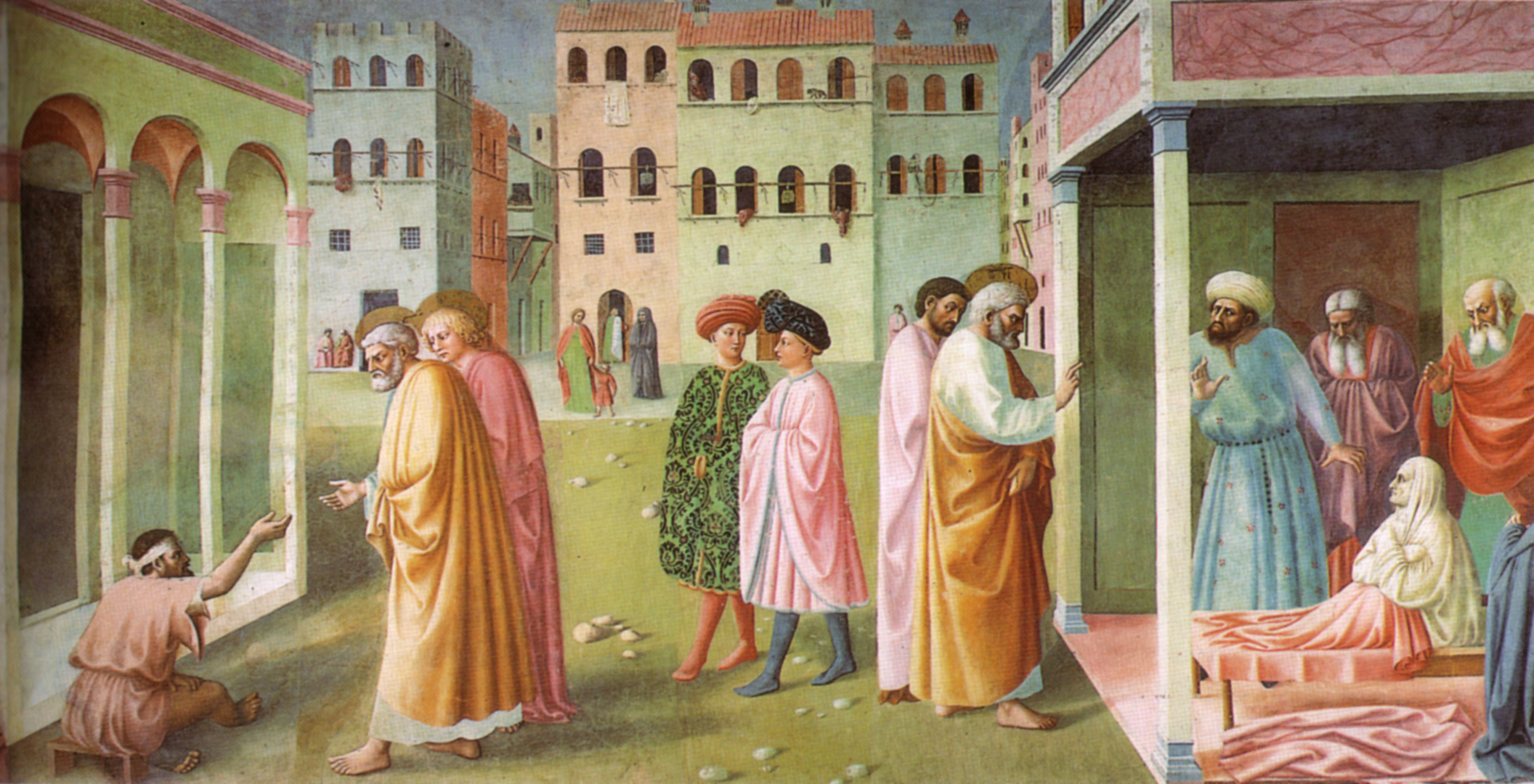

Die Doppelszene im oberen Bild auf der rechten Wand zeigt im Hintergrund eine typisch toskanische Stadt des 15. Jahrhunderts in Zentralperspektive, was allgemein Masaccio zugeschrieben wird. Die beiden Figuren in der Mitte, die als Bindeglied zwischen beiden Szenen fungieren, zeigen in ihrem eleganten, höfischen Auftreten hingegen noch gotische Einflüsse.
In der linken Hälfte ist ein Ereignis aus der Apostelgeschichte beschrieben (Apg 3,1–10 ): Die Heilung des Gelähmten im Tempel durch den hl. Petrus. Im Bild ist besonders der Blickkontakt zwischen Petrus und dem Gelähmten betont.
In der rechten Bildhälfte erkennt man die Erweckung der Tabitha. Zu einem ähnlichen Thema hatte Giotto über 100 Jahre zuvor ein Fresko in Santa Croce gemalt, das Masolino sicherlich kannte. Tabitha ist eine Anhängerin Jesu aus der Stadt Joppe am Mittelmeer und für ihre Warmherzigkeit und Hilfsbereitschaft bekannt (Apg 9,36–41 ). Während der Zeit, in der Petrus in der Gegend von Joppe wirkt, wird Tabitha krank und stirbt. Der aus dem nahegelegenen Lydda herbeigerufene Petrus erweckt sie wieder zum Leben. Erwähnenswert sind auch einige Details im Hintergrund des Bildes. Dort erkennt man in den Fenstern der Gebäude heraushängende Wäsche, einen Vogelkäfig, sich von Fenster zu Fenster unterhaltende Nachbarn oder ein als Haustier gehaltenes Äffchen.

### Predigt des Petrus (Masolino)
Im Bildfeld links vom Fenster predigt Petrus mit einer ausdrucksvollen Geste vor einer Gruppe von Menschen, die ganz unterschiedliche Reaktionen zeigen: Die große Aufmerksamkeit der beiden verschleierten Frauen rechts und in der Mitte kontrastiert mit der Müdigkeit des bärtigen Mannes zwischen ihnen. Rechts neben Petrus ist ein Mädchen eingeschlafen, während hinter dem bärtigen Mann nur die angstvoll aufgerissenen Augen einer anderen Frau zu sehen sind. Die Gesichter hinter Petrus sind vermutlich Porträts von Zeitgenossen, wie auch die der beiden Mönche auf der rechten Seite, die Masaccio zugeschrieben werden. Die Berge werden im Bild Masaccios rechts vom Fenster fortgesetzt.

### Taufe der Neubekehrten (Masaccio)
Dieses Bild Masaccios zeigt in einer Reihe von Details einen bemerkenswerten Realismus: Das Wasser, das dem Neugetauften aus dem Haar tropft, das Frieren des wartenden Täuflings oder das Entkleiden des Nächsten in der Reihe. Masaccio arbeitete in diesem Fresko sehr mit Komplementärfarben, was später unter anderem von Michelangelo aufgegriffen wurde.

### Petrus heilt mit seinem Schatten (Masaccio)
Hintergrund dieses Bildes ist Apg 5,15 , wo berichtet wird, dass man die Kranken auf die Straße trug, damit wenigstens der Schatten des Petrus auf sie fallen und sie heilen möge. Die perfekte Perspektive der mittelalterlichen Häuser – das vordere Haus ist jedoch mit seiner umlaufenden Sitzbank und dem Rustikamauerwerk im Erdgeschoss bereits ebenso im typisch Florentiner Stil der Renaissance erbaut wie die im Hintergrund zu erkennende Kirchenfassade mit antiken Säulen, Giebel und Campanile – weist das Fresko als Arbeit Masaccios aus. Dazu passt die lebensechte Darstellung des alten Mannes und des Gelähmten. Bemerkenswert ist die Dynamik der Kranken: Der vordere kauert noch gelähmt am Boden, der Alte in der Mitte richtet sich gerade auf, der bärtige Mann daneben, an dem Petrus mit seinem Schatten bereits vorübergegangen ist, steht auf seinen Beinen und dankt dem Heiligen ergriffen mit gefalteten Händen. Auch in diesem Bild finden sich einige Porträts: Der hinter Petrus gehende Apostel Johannes zeigt angeblich die Züge von Masaccios Bruder Giovanni, während der alte bärtige Mann im Hintergrund den Florentiner Bildhauer Donatello darstellen soll.

### Verteilung der Güter und Tod des Hananias (Masaccio)
Nach dem Bericht der Bibel herrscht in der Urgemeinde Gütergemeinschaft: Die Reichen verkaufen ihren Besitz, geben das Geld an die Apostel, die es wiederum an die Bedürftigen verteilen. Nach Apg 5,1–11  versuchen jedoch Hananias und Saphira, einen Teil des Verkaufserlöses für sich zu behalten. Petrus rügt dieses Verhalten, woraufhin Hananias stirbt. Das Fresko zeigt diese Szene. Die handelnden Personen – hinter Petrus der Apostel Johannes, vor ihm vermutlich eine Witwe mit Kind und ein Behinderter, die gerade Geld von Petrus erhalten – stehen im Halbkreis um den toten Hananias und beziehen so den Betrachter in das Geschehen mit ein.

### Erweckung des Sohnes des Theophilus und Petrus auf dem Thron (Masaccio und Lippi)

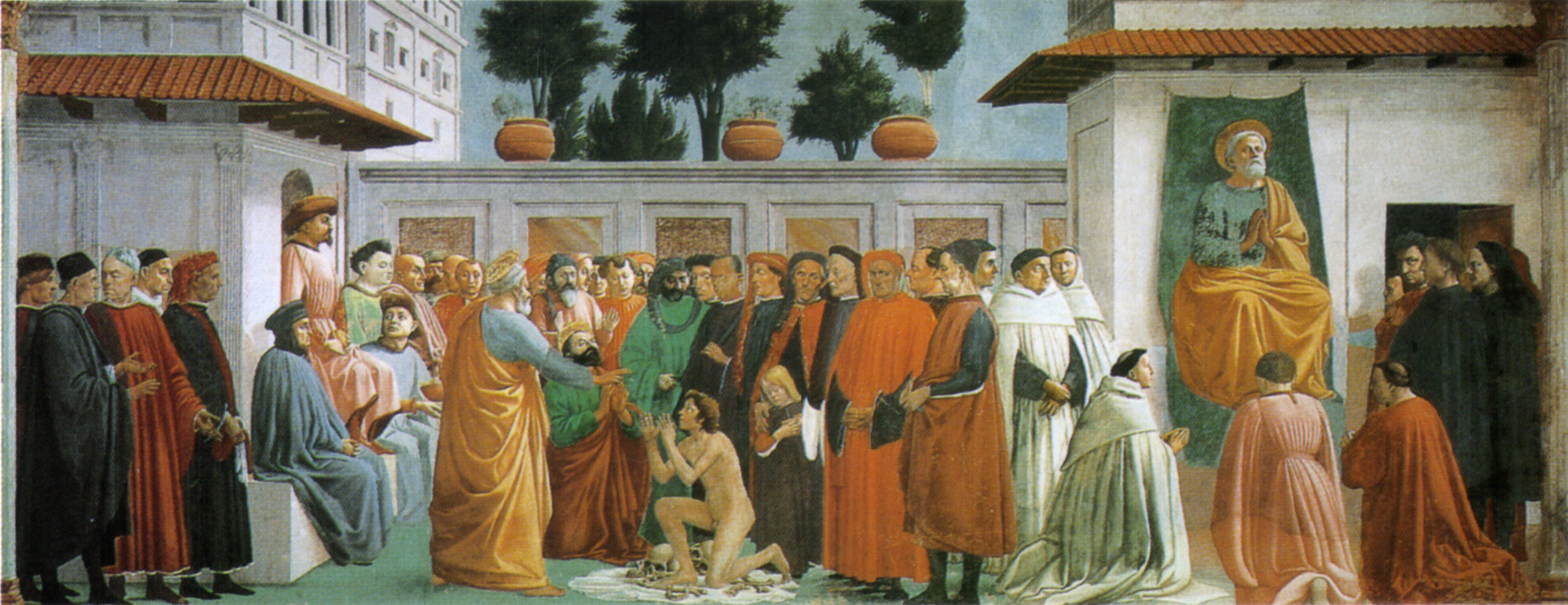

Das Fresko hält ein Ereignis fest, das in der im Mittelalter sehr verbreiteten Legenda Aurea erzählt wird. Nach seiner Befreiung aus dem Gefängnis kommt Petrus nach Antiochien, wo er der Legende nach Bischof wird. Dort erweckt er mit Gottes Hilfe den 14 Jahre zuvor verstorbenen Sohn des Regenten Theophilus vom Tode. Aus Dankbarkeit bekehrt sich Theophilus zum Christentum, lässt eine Kirche errichten und Petrus hoch verehren.
Im Fresko gibt es Anspielungen auf politische Ereignisse der damaligen Zeit. Konkret geht es um den Konflikt zwischen Florenz und dem Herzogtum Mailand. So ähnelt der links auf seinem Thron sitzende Theophilus einem der früheren Hauptgegner von Florenz, Gian Galeazzo Visconti. Der Dargestellte zur Rechten des Theophilus wird allgemein als der damalige Florentiner Kanzler Coluccio Salutati gedeutet, der damals seine Heimatstadt vor der Mailänder Eroberung rettete. Die Erinnerungen an diese Bedrohung wurden wach, als Florenz in der Zeit vor Anfertigung des Bildes in Konflikt mit dem Sohn Gian Galeazzos, Filippo Maria Visconti, geriet. Die zentrale Rolle des heiligen Petrus in diesem Fresko könnte die vermittelnde Rolle der Kirche in der Person von Papst Martin V. symbolisieren.
Die vier Passanten am rechten Rand des Bildes können Masaccio selbst (er schaut aus dem Bild heraus den Betrachter an), Masolino (der Kleinste), der Schriftsteller und Baumeister Leon Battista Alberti (im Vordergrund) und Filippo Brunelleschi (ganz rechts) sein. Die damals häufige Einbettung von Porträts in Bilder ließ die imaginäre Welt der Malerei und die persönliche Lebenswelt des Betrachters zusammenlaufen. Dieses Bild von Masaccio wurde Jahrzehnte später von Lippi vollendet; von diesem stammen die fünf Personen am linken Rand, die Gewänder der Karmeliten und die Hände des Petrus auf dem Thron.

### Paulus besucht Petrus im Gefängnis (Lippi)
Im Fresko von Filippino Lippi steht Petrus hinter dem vergitterten Fenster seiner Gefängniszelle (Apg 12,1–19 ). Sein Besucher, der hl. Paulus, wendet dem Betrachter den Rücken zu. Möglicherweise hatte Masaccio bereits eine Vorzeichnung zu diesem Bild angefertigt, da das Bild architektonisch genau zu seinem rechts folgenden Bild der Erweckung des Sohnes von Theophilus passt. Er konnte dieses Bild nicht zu Ende führen, da er 1427 nach Rom gerufen wurde, wo er ein Jahr später starb. 1436 wurde Auftraggeber Felice Brancacci wegen seines Konfliktes mit den Medici ins Exil geschickt, sodass an eine Fortführung der Arbeiten in der Familienkapelle nicht zu denken war. Möglicherweise sind von Gegnern der Familie sogar einige von Masaccio bereits fertiggestellte Bilder entfernt worden, weil sie Porträts von Mitgliedern der Familie Brancacci zeigten. Erst nach der Rückkehr dieser Familie nach Florenz im Jahre 1480 konnten die Arbeiten an den Fresken wieder aufgenommen werden. Lippi hielt sich getreu an die Vorgaben seiner Vorgänger. Der Beginn seiner Arbeit ist nicht genau dokumentiert, aber er ist dank einiger Hinweise von Giorgio Vasari datierbar auf ca. 1485.

### Befreiung des hl. Petrus (Lippi)
Das gegenüberliegende Bild schließt unmittelbar an die Gefängnisszene an: Es zeigt die Befreiung des hl. Petrus durch einen Engel, während der mit einem Schwert bewaffnete Wächter auf einen Stock gestützt schläft. Das Fresko wird vollständig Lippi zugeschrieben. Auch hier ist die gemalte Architektur dem angrenzenden Bild angepasst. Es symbolisiert die Erlösung der Christen – und möglicherweise auch die wiedererlangte Autonomie der Stadt Florenz nach der Mailänder Bedrohung.

### Petrus und Simon Magus vor Nero und Kreuzigung des Petrus (Lippi)

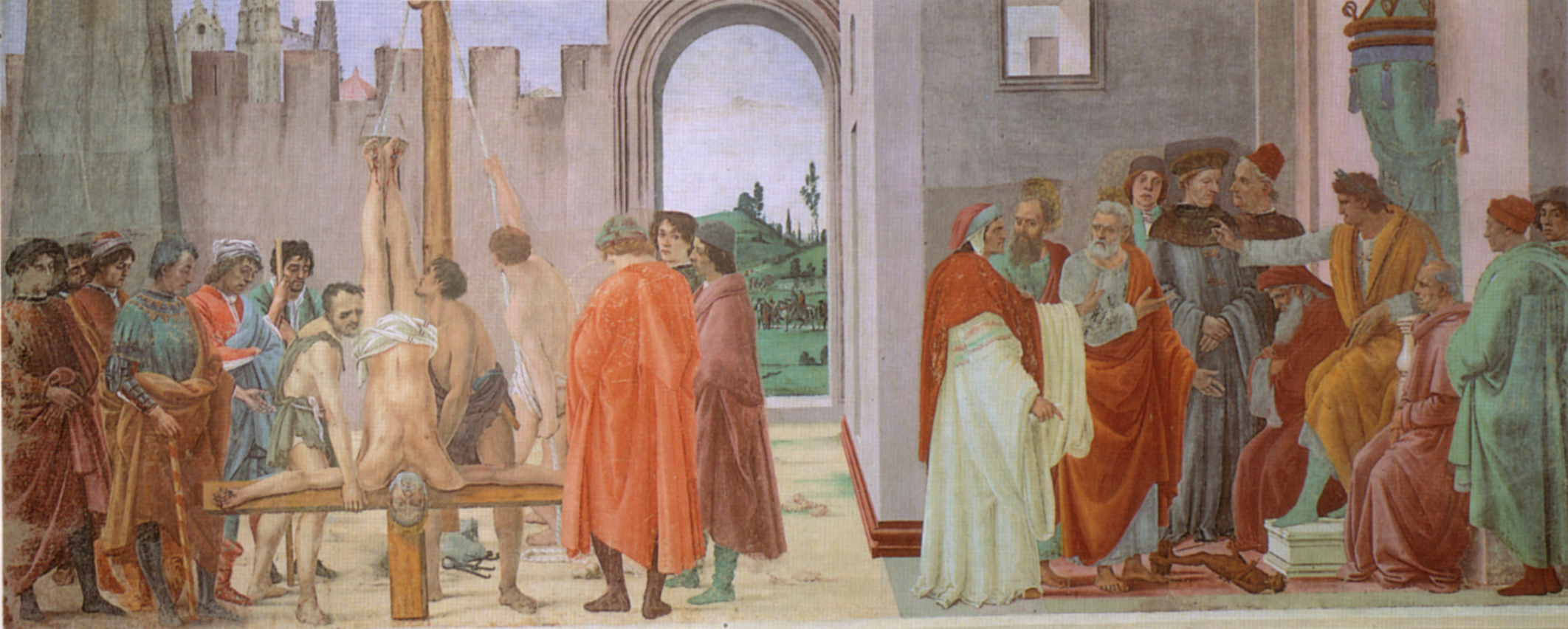

Schauplatz der Doppelszene ist möglicherweise die römische Porta Ostiensis; links in der Aurelianischen Mauer erahnt man die Cestius-Pyramide. Das Fresko zeigt rechts den auf dem Thron sitzenden Kaiser Nero, vor ihm die Apostel Petrus und Paulus sowie des Häretikers Simon Magus. Zu seinen Füßen liegt eine heidnische Götzenfigur. Hintergrund sind die apokryphen Petrusakten, die berichten, wie Simon, der den Beinamen „Zauberer“ trägt, auf dem Forum Zauberei vor dem römischen Kaiser Claudius ausübt, auf das Gebet des Petrus hin stürzt und schließlich von der Menge gesteinigt wird.
Auf der linken Seite sieht man die Kreuzigung des Petrus, die vermutlich im Rahmen der ersten Christenverfolgung unter Nero stattfand. Der Heilige hängt mit dem Kopf nach unten, weil er sich nicht für würdig befunden hatte, in der gleichen Position wie Christus gekreuzigt zu werden. Das Gemälde enthält zahlreiche Porträts: der aus dem Bild herausblickende junge Mann ganz rechts ist Filippino Lippi selbst. Der alte Mann mit dem roten Hut zwischen Nero und Petrus stellt den Florentiner Maler Antonio Pollaiuolo dar. Der junge Mann unter dem Torbogen mit Blick auf den Betrachter ist ein Porträt von Sandro Botticelli, Filippinos Freund und Lehrer. In Simon Magus wollen einige Fachleute den unter anderem von dem Florentiner Herrscher Lorenzo de Medici sehr geschätzten Dichter Dante Alighieri erkennen.

## Rezeption
Masaccios Verwendung der präzise ermittelten Perspektiven, die Beachtung einer einheitlichen Beleuchtungsrichtung, der geschickte Einsatz von Hell-Dunkel-Effekten und die naturnahe Darstellung von Menschen in verschiedenen Emotionen begründete eine Veränderung der Malerei in Florenz. Der junge Michelangelo war einer der vielen Künstler, die durch das Studium von Masaccios Arbeit in der Kapelle wichtige Anregungen erhielten.